# Az 1908. évi nyári olimpia magyarországi résztvevőinek listája
Az 1908. évi nyári olimpiai játékokon a magyar csapat tagjaként hatvanhárom férfi sportoló vett részt. Az olimpia műsorán szereplő huszonnégy sportág ill. szakág közül nyolcban indult magyar versenyző. A magyarországi résztvevők száma az egyes sportágakban ill. szakágakban a következő (zárójelben a magyar indulókkal rendezett versenyszámok száma, kiemelve az egyes oszlopokban előforduló legmagasabb érték, vagy értékek):
| Sportág, szakág   | Indulók száma | Indulók száma | Indulók száma |
| Sportág, szakág   | Férfi         | Nő            | Össz.         |
| atlétika (17)     | 18            | 0             | 18            |
| birkózás (4)      | 7             | 0             | 7             |
| evezés (2)        | 11            | 0             | 11            |
| sportlövészet (1) | 2             | 0             | 2             |
| tenisz (2)        | 3             | 0             | 3             |
| torna (1)         | 5             | 0             | 5             |
| úszás (5)         | 10            | 0             | 10            |
| vívás (3)         | 8             | 0             | 8             |
|                   |               |               |               |
| Összesen          | 63            | 0             | 63            |

Nem indult magyarországi atléta a következő sportágakban ill. szakágakban: gyeplabda, íjászat, jeu de paume, kerékpározás, műkorcsolya, kötélhúzás, labdarúgás, lacrosse, lovaspóló, motorcsónakázás, műugrás, ökölvívás, raket, rögbi, vitorlázás, vízilabda.

## ABC-rendi bontás
A következő táblázat ABC-rendben sorolja fel azokat a magyarországi sportolókat, akik az olimpián részt vettek. Lásd még: sportágankénti ill. szakágankénti bontás.
| Ábécé szerinti tartalomjegyzék                                                                           |
| --- |
| A, Á B C Cs D Dz Dzs E, É F G Gy H I, Í J K L Ly M N Ny O, Ó Ö, Ő P Q R S Sz T Ty U, Ú Ü, Ű V W X Y Z Zs |

| Sportoló | Sportág, szakág | Versenyszám | Helyezés (elért eredmény) |

## A, Á
| Antos Mihály    | torna | összetett egyéni | 45. (nincs adat) |
| Apáthy Jenő dr. | vívás | kard, egyéni     | 27. (7 győzelem) |

## B
| Baronyi András | úszás    | 200 m mellúszás  | 9-10. (3:18,0)   |
| Bodor Ödön     | atlétika | olimpiai staféta | Ezüst (3:32,5)   |
| Bodor Ödön     | atlétika | 800 m síkfutás   | 4. (1:55,4)      |
| Bodor Ödön     | atlétika | 1 500 m síkfutás | 38. (nincs adat) |

## D
| Drubina István | atlétika | 3 500 m gyaloglás | 19. (18:44,6) |

## E, É
| Éder Róbert | evezés | nyolcas | 5. (nincs adat) |

## F
| Fabinyi József   | úszás | 200 m mellúszás   | 7-8. (nincs adat)   |
| Földes Dezső dr. | vívás | kard csapat       | Arany (3 győzelem)  |
| Földes Dezső dr. | vívás | kard, egyéni      | 10. (11 győzelem)   |
| Földes Dezső dr. | vívás | párbajtőr, egyéni | 75. (1 győzelem)    |
| Fuchs Jenő dr.   | vívás | kard, egyéni      | Arany (21 győzelem) |
| Fuchs Jenő dr.   | vívás | kard csapat       | Arany (3 győzelem)  |

## G
| Gellért Imre     | torna | összetett egyéni | 39. (nincs adat)   |
| Gerde Oszkár dr. | vívás | kard csapat      | Arany (3 győzelem) |
| Gerde Oszkár dr. | vívás | kard, egyéni     | 11. (12 győzelem)  |
| Gráf Frigyes     | torna | összetett egyéni | 97. (feladta)      |

## H
| Hajós Henrik        | úszás    | 400 m gyorsúszás          | 8. (nincs adat)     |
| Hajós Henrik        | úszás    | 100 m gyorsúszás          | 18-33. (nincs adat) |
| Halmay Zoltán       | úszás    | 100 m gyorsúszás          | Ezüst (1:06,2)      |
| Halmay Zoltán       | úszás    | 4 × 200 m gyorsúszó váltó | Ezüst (10:59,0)     |
| Haluzsinszky József | atlétika | magasugrás                | 13. (1,72 m)        |
| Haraszthy Lajos     | evezés   | nyolcas                   | 5. (nincs adat)     |
| Hautzinger Sándor   | evezés   | nyolcas                   | 5. (nincs adat)     |
| Holits Ödön         | atlétika | távolugrás                | 14. (6,54 m)        |

## J
| Jesina Ferenc | atlétika | szabadstílusú gerelyhajítás | 10-33. (nincs adat) |
| Jesina Ferenc | atlétika | diszkoszvetés               | 12-42. (nincs adat) |

## K
| Killer Ernő           | evezés   | egyes                       | 9. (feladta)        |
| Kirchknopf Ferenc dr. | evezés   | nyolcas                     | 5. (nincs adat)     |
| Kleckner Sándor       | evezés   | nyolcas                     | 5. (nincs adat)     |
| Kóczán Mór            | atlétika | súlylökés                   | 9-25. (nincs adat)  |
| Kóczán Mór            | atlétika | szabadstílusú gerelyhajítás | 10-33. (nincs adat) |
| Kóczán Mór            | atlétika | görög stílusú diszkoszvetés | 11-23. (nincs adat) |
| Kóczán Mór            | atlétika | diszkoszvetés               | 12-42. (nincs adat) |
| Kovács Nándor         | atlétika | 400 m gátfutás              | 8-11. (feladta)     |
| Kovács Nándor         | atlétika | 110 m gátfutás              | 20. (17,2 s)        |
| Kugler Sándor         | úszás    | 100 m hátúszás              | - (kizárták)        |

## L
| Las Torres Béla | úszás    | 4×200 m gyorsúszó váltó     | Ezüst (10:59,0)     |
| Las Torres Béla | úszás    | 400 m gyorsúszás            | 7. (nincs adat)     |
| Lauber Dezső    | tenisz   | egyes                       | 16. (0 győzelem)    |
| Levitzky Károly | evezés   | egyes                       | Bronz (nincs adat)  |
| Lovas Antal     | atlétika | 5 mérföld síkfutás          | 23-34. (feladta)    |
| Luntzer György  | atlétika | diszkoszvetés               | 6. (38,34 m)        |
| Luntzer György  | atlétika | szabadstílusú gerelyhajítás | 10-33. (nincs adat) |
| Luntzer György  | atlétika | görög stílusú diszkoszvetés | 11-23. (nincs adat) |
| Luntzer György  | birkózás | kötöttfogás, félnehézsúly   | 17. (0 győzelem)    |

## M
| Maróthy József | birkózás      | kötöttfogás, könnyűsúly        | 5. (2 győzelem)     |
| Móricz Kálmán  | sportlövészet | összetett nagyöbű puska, 300 m | 49. (490 pont)      |
| Mudin Imre     | atlétika      | szabadstílusú gerelyhajítás    | 7. (45,96 m)        |
| Mudin Imre     | atlétika      | görög stílusú diszkoszvetés    | 11-23. (nincs adat) |
| Mudin Imre     | atlétika      | diszkoszvetés                  | 12-42. (nincs adat) |
| Mudin István   | atlétika      | görög stílusú diszkoszvetés    | 7. (33,11 m)        |
| Mudin István   | atlétika      | súlylökés                      | 9-25. (nincs adat)  |
| Mudin István   | atlétika      | kalapácsvetés                  | 10-19. (nincs adat) |
| Mudin István   | atlétika      | szabadstílusú gerelyhajítás    | 10-33. (nincs adat) |
| Munk József    | úszás         | 4 × 200 m gyorsúszó váltó      | Ezüst (10:59,0)     |
| Munk József    | úszás         | 100 m gyorsúszás               | 18-31. (nincs adat) |

## N
| Nagy József | atlétika | olimpiai staféta | Bronz (3:32,5)           |
| Nagy József | atlétika | 400 m síkfutás   | helyezetlen (nincs adat) |
| Nagy József | atlétika | 800 m síkfutás   | helyezetlen (nincs adat) |
| Nagy József | atlétika | 1 500 m síkfutás | helyezetlen (4:19,6)     |

## Ny
| Nyisztor János | torna | összetett egyéni | 15. (236 pont) |

## O, Ó
| Orosz Miklós | birkózás | kötöttfogás, középsúly | 9. (0 győzelem)     |
| Ónody József | úszás    | 100 m gyorsúszás       | 13-14. (1:13,2)     |
| Ónody József | úszás    | 400 m gyorsúszás       | 17-20. (nincs adat) |

## P
| Payr Hugó          | birkózás      | kötöttfogás, félnehézsúly      | 4. (2 győzelem) |
| Payr Hugó          | birkózás      | kötöttfogás, szupernehézsúly   | 4. (1 győzelem) |
| Prokopp Sándor dr. | sportlövészet | összetett nagyöbű puska, 300 m | 43. (627 pont)  |

## R
| Rácz Vilmos    | atlétika | olimpiai staféta        | 3. (3:32,5)     |
| Rácz Vilmos    | atlétika | 100 m síkfutás          | 22-23. (11,4 s) |
| Rácz Vilmos    | atlétika | 200 m síkfutás          | 23. (23,3 s)    |
| Radóczy Károly | atlétika | 200 m síkfutás          | 7-8. (22,8 s)   |
| Radvány Ödön   | birkózás | kötöttfogás, könnyűsúly | 5. (2 győzelem) |

## S
| Simon Pál         | atlétika | olimpiai staféta | Bronz (3:32,5)      |
| Simon Pál         | atlétika | 100 m síkfutás   | 24-28. (11,5 s)     |
| Simon Pál         | atlétika | 200 m síkfutás   | 34-38. (nincs adat) |
| Somodi István dr. | atlétika | magasugrás       | Ezüst (1,88 m)      |

## Sz
| Szabó Kálmán      | torna    | összetett egyéni | 34. (nincs adat) |
| Szántay Jenő      | vívás    | kard, egyéni     | 4. (13 győzelem) |
| Szathmáry Kálmán  | atlétika | rúdugrás         | 8. (3,35 m)      |
| Szebeny Antal dr. | evezés   | nyolcas          | 5. (nincs adat)  |

## T
| Téger József   | birkózás | kötöttfogás, könnyűsúly | 9. (1 győzelem)    |
| Toldi Ödön     | úszás    | 200 m mellúszás         | 4. (3:15,2)        |
| Tóth Ede       | tenisz   | páros                   | 7. (0 győzelem)    |
| Tóth Ede       | tenisz   | egyes                   | 16. (1 győzelem)   |
| Tóth Péter dr. | vívás    | kard csapat             | Arany (3 győzelem) |
| Tóth Péter dr. | vívás    | kard, egyéni            | 5. (15 győzelem)   |
| Tóth Péter dr. | vívás    | párbajtőr, egyéni       | 62. (2 győzelem)   |

## V
| Várady Jenő  | evezés | nyolcas | 5. (nincs adat) |
| Vaskó Kálmán | evezés | nyolcas | 5. (nincs adat) |

## W
| Wampetich Imre        | evezés   | nyolcas                      | 5. (nincs adat)     |
| Weisz Richárd         | birkózás | kötöttfogás, szupernehézsúly | Arany (3 győzelem)  |
| Werkner Lajos         | vívás    | kard csapat                  | Arany (3 győzelem)  |
| Werkner Lajos         | vívás    | kard, egyéni                 | 6. (16 győzelem)    |
| Wiesner-Mezei Frigyes | atlétika | olimpiai stafétaváltó        | Bronz (3:32,5)      |
| Wiesner-Mezei Frigyes | atlétika | 200 m síkfutás               | 25-26. (24,0 s)     |
| Wiesner-Mezei Frigyes | atlétika | 100 m síkfutás               | 48-54. (nincs adat) |

## Z
| Zachár Imre    | úszás | 4 × 200 m gyorsúszó váltó | Ezüst (10:59,0)     |
| Zachár Imre    | úszás | 400 m gyorsúszás          | 9-10. (feladta)     |
| Zulawszky Béla | vívás | kard, egyéni              | Ezüst (16 győzelem) |
| Zulawszky Béla | vívás | párbajtőr, egyéni         | 56. (2 győzelem)    |

## Zs
| Zsigmondy Jenő dr. | tenisz | páros | 7. (0 győzelem)  |
| Zsigmondy Jenő dr. | tenisz | egyes | 16. (0 győzelem) |

## Sportágankénti ill. szakágankénti bontás
A következő táblázat sportáganként sorolja fel azokat a magyarországi sportolókat, akik az olimpián részt vettek. Lásd még: ABC-rendi bontás.
| Atlétika | Birkózás | Evezés | Sportlövészet | Tenisz | Torna | Úszás | Vívás |

| Versenyszám | Sportoló | Helyezés (elért eredmény) |

## Atlétika
| 100 m síkfutás              | Rácz Vilmos                                                        | 22-23. (11,4 s)          |
| 100 m síkfutás              | Simon Pál                                                          | 24-28. (11,5 s)          |
| 100 m síkfutás              | Wiesner-Mezei Frigyes                                              | 48-54. (nincs adat)      |
| 200 m síkfutás              | Radóczy Károly                                                     | 7-8. (22,8 s)            |
| 200 m síkfutás              | Rácz Vilmos                                                        | 23. (23,3 s)             |
| 200 m síkfutás              | Wiesner-Mezei Frigyes                                              | 25-26. (24,0 s)          |
| 200 m síkfutás              | Simon Pál                                                          | 34-38. (nincs adat)      |
| 400 m síkfutás              | Nagy József                                                        | helyezetlen (nincs adat) |
| 800 m síkfutás              | Bodor Ödön                                                         | 4. (1:55,4)              |
| 800 m síkfutás              | Nagy József                                                        | helyezetlen (nincs adat) |
| 1 500 m síkfutás            | Nagy József                                                        | helyezetlen (4:19,6)     |
| 1 500 m síkfutás            | Bodor Ödön                                                         | 38. (nincs adat)         |
| olimpiai stafétaváltó       | Bodor Ödön Nagy József Rácz Vilmos Simon Pál Wiesner-Mezei Frigyes | 3. (3:32,5)              |
| 5 mérföldes síkfutás        | Lovas Antal                                                        | 23-34. (feladta)         |
| 110 m gátfutás              | Kovács Nándor                                                      | 20. (17,2 s)             |
| 400 m gátfutás              | Kovács Nándor                                                      | 8-11. (feladta)          |
| 3 500 m gyaloglás           | Drubina István                                                     | 19. (18:44,6)            |
| magasugrás                  | Somodi István dr.                                                  | 2. (1,88 m)              |
| magasugrás                  | Haluzsinszky József                                                | 13. (1,72 m)             |
| rúdugrás                    | Szathmáry Kálmán                                                   | 8. (3,35 m)              |
| távolugrás                  | Holits Ödön                                                        | 14. (6,54 m)             |
| diszkoszvetés               | Luntzer György                                                     | 6. (38,34 m)             |
| diszkoszvetés               | Jesina Ferenc                                                      | 12-42. (nincs adat)      |
| diszkoszvetés               | Kóczán Mór                                                         | 12-42. (nincs adat)      |
| diszkoszvetés               | Mudin Imre                                                         | 12-42. (nincs adat)      |
| görög stílusú diszkoszvetés | Mudin István                                                       | 7. (33,11 m)             |
| görög stílusú diszkoszvetés | Kóczán Mór                                                         | 11-23. (nincs adat)      |
| görög stílusú diszkoszvetés | Luntzer György                                                     | 11-23. (nincs adat)      |
| görög stílusú diszkoszvetés | Mudin Imre                                                         | 11-23. (nincs adat)      |
| kalapácsvetés               | Mudin István                                                       | 10-19. (nincs adat)      |
| súlylökés                   | Kóczán Mór                                                         | 9-25. (nincs adat)       |
| súlylökés                   | Mudin István                                                       | 9-25. (nincs adat)       |
| szabadstílusú gerelyhajítás | Mudin Imre                                                         | 7. (45,96 m)             |
| szabadstílusú gerelyhajítás | Jesina Ferenc                                                      | 10-33. (nincs adat)      |
| szabadstílusú gerelyhajítás | Kóczán Mór                                                         | 10-33. (nincs adat)      |
| szabadstílusú gerelyhajítás | Luntzer György                                                     | 10-33. (nincs adat)      |
| szabadstílusú gerelyhajítás | Mudin István                                                       | 10-33. (nincs adat)      |

## Birkózás
| kötöttfogás, könnyűsúly      | Maróthy József | 5. (2 győzelem)  |
| kötöttfogás, könnyűsúly      | Radvány Ödön   | 5. (2 győzelem)  |
| kötöttfogás, könnyűsúly      | Téger József   | 9. (1 győzelem)  |
| kötöttfogás, középsúly       | Orosz Miklós   | 9. (0 győzelem)  |
| kötöttfogás, félnehézsúly    | Payr Hugó      | 4. (2 győzelem)  |
| kötöttfogás, félnehézsúly    | Luntzer György | 17. (0 győzelem) |
| kötöttfogás, szupernehézsúly | Weisz Richárd  | 1. (3 győzelem)  |
| kötöttfogás, szupernehézsúly | Payr Hugó      | 4. (1 győzelem)  |

## Evezés
| egyes   | Levitzky Károly | 3. (nincs adat) |
| egyes   | Killer Ernő | 9. (feladta)    |
| nyolcas | Éder Róbert Haraszthy Lajos Hautzinger Sándor Kirchknopf Ferenc dr. Kleckner Sándor Szebeny Antal dr. Várady Jenő Vaskó Kálmán Wampetich Imre | 5. (nincs adat) |

## Sportlövészet
| összetett nagyöbű puska, 300 m | Prokopp Sándor dr. | 43. (627 pont) |
| összetett nagyöbű puska, 300 m | Móricz Kálmán      | 49. (490 pont) |

## Tenisz
| egyes | Tóth Ede                    | 16. (1 győzelem) |
| egyes | Lauber Dezső                | 16. (0 győzelem) |
| egyes | Zsigmondy Jenő dr.          | 16. (0 győzelem) |
| páros | Tóth Ede Zsigmondy Jenő dr. | 7. (0 győzelem)  |

## Torna
| összetett egyéni | Nyisztor János | 15. (236 pont)   |
| összetett egyéni | Szabó Kálmán   | 34. (nincs adat) |
| összetett egyéni | Gellért Imre   | 39. (nincs adat) |
| összetett egyéni | Antos Mihály   | 45. (nincs adat) |
| összetett egyéni | Gráf Frigyes   | 97. (feladta)    |

## Úszás
| 100 m gyorsúszás        | Halmay Zoltán                                         | 2. (1:06,2)         |
| 100 m gyorsúszás        | Ónody József                                          | 13-14. (1:13,2)     |
| 100 m gyorsúszás        | Munk József                                           | 18-31. (nincs adat) |
| 100 m gyorsúszás        | Hajós Henrik                                          | 18-33. (nincs adat) |
| 400 m gyorsúszás        | Las Torres Béla                                       | 7. (nincs adat)     |
| 400 m gyorsúszás        | Hajós Henrik                                          | 8. (nincs adat)     |
| 400 m gyorsúszás        | Zachár Imre                                           | 9-10. (feladta)     |
| 400 m gyorsúszás        | Ónody József                                          | 17-20. (nincs adat) |
| 4×200 m gyorsúszó váltó | Halmay Zoltán Las Torres Béla Munk József Zachár Imre | 2. (10:59,0)        |
| 200 m mellúszás         | Toldi Ödön                                            | 4. (3:15,2)         |
| 200 m mellúszás         | Fabinyi József                                        | 7-8. (nincs adat)   |
| 200 m mellúszás         | Baronyi András                                        | 9-10. (3:18,0)      |
| 100 m hátúszás          | Kugler Sándor                                         | - (kizárták)        |

## Vívás
| kard, egyéni      | Fuchs Jenő dr.                                                                | 1. (21 győzelem)  |
| kard, egyéni      | Zulawszky Béla                                                                | 2. (16 győzelem)  |
| kard, egyéni      | Szántay Jenő                                                                  | 4. (13 győzelem)  |
| kard, egyéni      | Tóth Péter dr.                                                                | 5. (15 győzelem)  |
| kard, egyéni      | Werkner Lajos                                                                 | 6. (16 győzelem)  |
| kard, egyéni      | Földes Dezső dr.                                                              | 10. (11 győzelem) |
| kard, egyéni      | Gerde Oszkár dr.                                                              | 11. (12 győzelem) |
| kard, egyéni      | Apáthy Jenő dr.                                                               | 27. (7 győzelem)  |
| kard csapat       | Földes Dezső dr. Fuchs Jenő dr. Gerde Oszkár dr. Tóth Péter dr. Werkner Lajos | 1. (3 győzelem)   |
| párbajtőr, egyéni | Zulawszky Béla                                                                | 56. (2 győzelem)  |
| párbajtőr, egyéni | Tóth Péter dr.                                                                | 62. (2 győzelem)  |
| párbajtőr, egyéni | Földes Dezső dr.                                                              | 75. (1 győzelem)  |